# 讓與擔保
让与担保是指债务人或者第三人为担保债务人的债务，将担保标的物的所有权等权利转移于担保权人，而使担保权人在不超过担保之目的范围内，于债务清偿后，担保标的物应返还于债务人或者第三人，债务不履行时，担保权人得就该标的物优先受偿的非典型担保物权。
让与担保的法律特征为: 一是转移担保标的物权利的担保物权，二是在债权人与债务人之间的债权债务关系基础上成立的担保物权，三是保障债权实现的担保物权，四是在债务履行完毕之时须返还财产权利的担保物权。

## 让与担保的类型

### 让与担保
让与担保是指，已经将担保标的物的财产权以完成财产权利变动的公式方式转让至债权人名下的让与担保。依《最高人民法院关于适用《中华人民共和国民法典》有关担保制度的解释》第六十八条第一款与第二款规定，让与担保具有物权效力，债权人享有“让与担保物权”。

### 后让与担保
后让与担保是指，尚未将担保标的物的财产权以完成财产权利变动的公示方式转让至债权人名下的让与担保。后让与担保尚不具有物权效力，但根据区分原则，不影响“让与担保合同”的效力。